# Mihnea Motoc

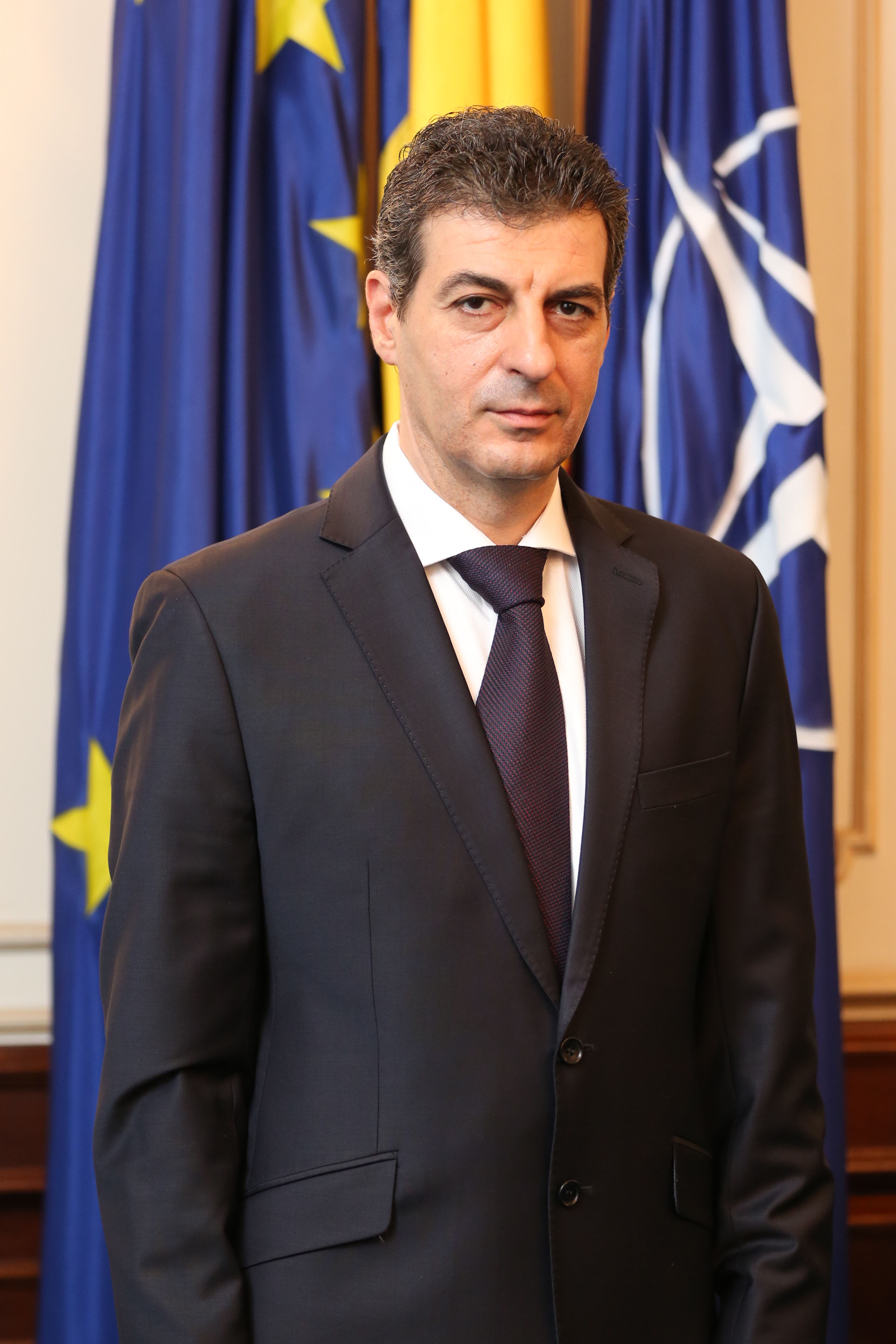
Mihnea Motoc

Mihnea Ioan Motoc (* 11. November 1966 in Bukarest) ist ein rumänischer Diplomat und war bis November 2015 Botschafter seines Landes bei der Europäischen Union.

## Leben
Motoc studierte Rechtswissenschaften an der Universität Bukarest von 1984 bis 1989. Anschließend absolvierte er ein Certificate of post-graduate Studium in Internationalem Privatrecht an der Universität von Nizza. Motoc war rumänischer Diplomat seit den frühen 1990er Jahren, als er dem Ministerium für Auswärtige Angelegenheiten von Rumänien beigetreten ist. In den 1990er Jahren verbrachte Motoc einige Zeit in verschiedenen rumänischen Regierungen.
Motoc ist mit der Völkerrechts-Professorin und Expertin sowie Richterin am Verfassungsgericht von Rumänien Iulia Motoc verheiratet; sie haben einen gemeinsamen Sohn.
Motoc war seit den frühen 1990er Jahren als Diplomat tätig, als er in den Dienst des Ministeriums für Auswärtige Angelegenheiten von Rumänien trat. Den Großteil der 1990er Jahre verbrachte er im Dienst verschiedener rumänischer Regierungen. Er ging im Jahr 2003 zu den Vereinten Nationen, wo er fünf Jahre als Ständiger Vertreter Rumäniens verbrachte. Im Jahr 2008 verließ er die UNO, um Ständiger Vertreter Rumäniens bei der Europäischen Union zu werden.

## Auszeichnungen
- 2000: Verdienstorden Rumäniens im Rang eines Kommandeurs für besondere Verdienste um das Land
- 2007: Orden für diplomatische Verdienste im Rang eines Offiziers für hervorragende Arbeit im Außenministerium.